# Fritillaria purdyi
Fritillaria purdyi là một loài thực vật có hoa trong họ Liliaceae. Loài này được Eastw. miêu tả khoa học đầu tiên năm 1902.